# Georgskirche (Michelbach am Heuchelberg)

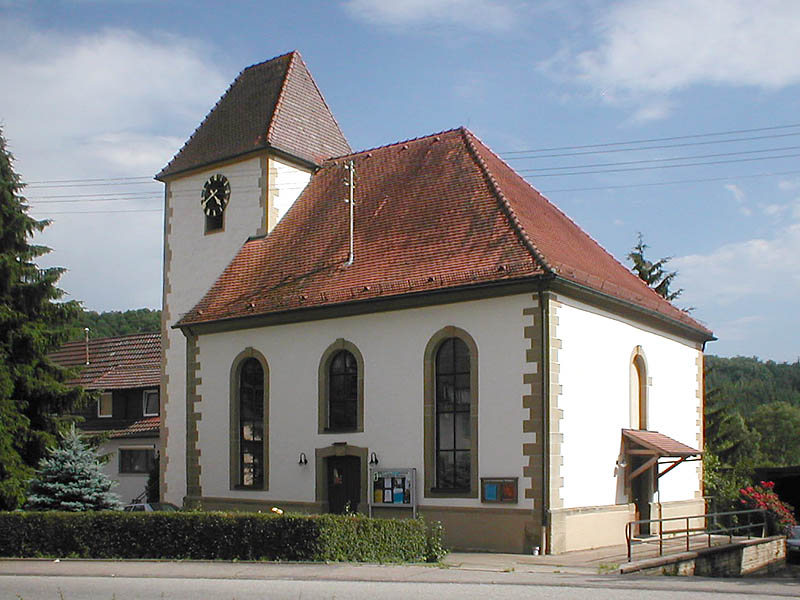
Georgskirche in Michelbach

Die evangelische Georgskirche in Michelbach am Heuchelberg, einem Ortsteil von Zaberfeld im Landkreis Heilbronn im nördlichen Baden-Württemberg, geht auf einen spätmittelalterlichen Kirchenbau zurück und erhielt 1787 ihre heutige Gestalt.

## Geschichte
Michelbach war ursprünglich Filialgemeinde von Zaberfeld. Nachdem der Ort im 15. Jahrhundert zur selbstständigen Pfarrei erhoben wurde, stifteten die Herren von Sternenfels einen Kirchenneubau. Die Kirche war ursprünglich eine Chorturmkirche, im Sockelgeschoss des Turms haben sich ein Sakramentshäuschen von 1486 sowie Reste eines Kreuzrippengewölbes erhalten.
1787 wurde das baufällige Langhaus der Kirche durch den heutigen Baukörper ersetzt. Den Turm hat man dabei vermauert und zur Sakristei umgewidmet. Im Inneren wurde die Kirche als schlichte Predigtkirche gestaltet mit Ausrichtung zur über dem Altar angebrachten Kanzel und ohne weiteren Bauschmuck.
Die historische Ausstattung der Kirche umfasst im Wesentlichen eine alte geschnitzte Pietà aus dem 15. Jahrhundert sowie die 1794 gebraucht erworbene Orgel, deren Prospekt auch bei der Erneuerung des Orgelwerks beibehalten wurde. Die restliche Ausstattung – Altar, Kanzel und Empore – wurde 1969 erneuert, 1993 kam noch ein neuer Taufstein hinzu.

## Glocken
1873 hatte die Georgskirche ein Geläut aus zwei Bronzeglocken. Die größere der beiden goss 1511 Bernhart Lachaman in Heilbronn; sie hat den Schlagton h‘, einen Durchmesser von 81 cm, ein Gewicht von 335 kg und ihre Inschrift lautet: HILF GOT VND MARIA BERNHART LACHAMAN GOS MICH 1511. Die kleinere Glocke trug die Namen der vier Evangelisten. 1888 goss Heinrich Kurtz in Stuttgart eine neue Viertelstundenschlagglocke, die die ältere kleine Glocke ersetzte. Die Bronzeglocke hatte den Schlagton d‘, einen Durchmesser von 67 cm und ein Gewicht von 160 kg; sie musste 1917 zu Rüstungszwecken abgeliefert werden. Als Ersatz kam 1921 die ebenfalls bei Kurtz gegossene Kreuzglocke mit dem Schlagton d‘‘, einem Durchmesser von 65,8 cm und einem Gewicht von 171,5 kg, deren Inschrift EHRE SEI GOTT IN DER HÖHE lautet. Im Zweiten Weltkrieg musste 1942 die Lachaman-Glocke von 1511 abgeliefert werden, nach Kriegsende kehrte sie jedoch nach Michelbach zurück. 1962 kam zum Geläut die bei der Glockengießerei Bachert in Heilbronn gegossene Taufglocke mit Schlagton e‘‘, einem Durchmesser von 59,4 cm und einem Gewicht von 130 kg hinzu. Ihre Inschrift lautet ER IST UNSER FRIEDE.